# 仙石秀久
仙石 秀久(せんごく ひでひさ)は、戦国時代から江戸時代前期にかけての武将・大名。信濃小諸藩の初代藩主。出石藩仙石家初代。
豊臣秀吉の最古参の家臣で少年の頃より仕え、家臣団では最も早く大名に出世した。戸次川の戦いで大敗し改易されるが、小田原征伐の活躍により許された。

## 生涯

### 美濃時代
天文21年（1552年）1月26日、美濃国の土豪・仙石治兵衛久盛の四男として美濃国加茂郡黒岩村（現在の加茂郡坂祝町）に生まれた（生年は天文20年（1551年）とも）。系図によれば仙石氏は藤原利仁を祖として始まったと伝承されており、本姓は藤原姓であった。しかし仙石基秀の代に土岐氏の血を引く親族の仙石久重が後継者とされ、久重は基秀の娘と婚姻して家督を継承した。これ以降、仙石氏は源姓（土岐源氏支流）を称している。土岐氏没落後は台頭した斎藤氏に仕え、父・久盛も斎藤家三代に奉公した。
四男であった秀久は家督を引き継ぐ可能性が低く、親交のあった越前国の豪族である萩原国満の養子として引き取られている。だが織田氏と斎藤氏が対峙する中で嫡男が相次いで倒れると久盛から急遽呼び戻され、仙石氏の家督を譲られる。永禄10年（1567年）、主君の斎藤龍興が織田信長との稲葉山城の戦いに敗れて落ち延びた後、信長は秀久の勇壮な風貌を気に入り、配下である羽柴秀吉の寄騎に任命した。

### 大名への道

仙石氏の定紋「永楽銭」。織田信長より下賜されたものといわれている。

永禄10年（1567年）、14歳で織田家入りを果たしてからは羽柴隊（木下隊）の馬廻衆として各地を転戦し、最古参の家臣として秀吉から寵愛を受けた。元亀元年（1570年）の姉川の戦いにも参加している。この戦いで浅井方の山崎新平を討ち取った功績により、天正2年（1574年）に秀吉から近江国野洲郡に1,000石を与えられ、一領主となった。また同じ羽柴家の家臣で黄母衣衆の一員である野々村幸成の娘・本陽院を正室に、甲斐国の浪人の娘であるという慶宗院を側室にそれぞれ迎えて10男6女を儲けている。
やがて秀吉が信長から中国攻略を命じられると、秀久はそれに従軍して戦功を挙げる。天正6年（1578年）に4,000石を加増、天正7年（1579年）には茶臼山城を任せられ、赤松峠を越える播磨道の警護に当たった。また、三木合戦で三木城を包囲していたこの時期には秀吉が三木城から幾度も通った湯の山街道や有馬温泉を統括する湯山奉行にも任じられている。さらに天正9年（1581年）には黒田孝高らと淡路島に渡って岩屋城・由良城を陥落させた（淡路遠征）。
天正10年（1582年）6月、信長が本能寺の変で死去し、秀吉の中国大返しと山崎の戦いが始まると、秀久は淡路で明智光秀方に与した豪族達を討伐する任にあたり、淡路平定に貢献した。秀吉は織田氏重臣の柴田勝家と賤ヶ岳の戦いで対決。秀久も羽柴秀勝と共に十二番隊の将として参戦する予定であったが、秀吉は秀久に四国勢の抑えとして急遽近江から淡路に出向く命を与えた。これにより、柴田側に与した四国の長宗我部元親と対陣することとなる。淡路入りした秀久は菅達長を破り、その後小豆島を占拠し、十河存保を救援（第二次十河城の戦い）するために四国へ渡る。
手始めに高松頼邑が守る喜岡城を攻めたが、落とせずに撤退。次いで讃岐国引田に上陸、引田城に入城した。天正11年（1583年）4月21日、長宗我部勢の香川信景らの部隊が押し寄せるも、秀久は伏兵で迎えうち、緒戦は優勢となる。しかし数で優位な香川隊が態勢を立て直すと徐々に巻き返され、次いで駆けつけた長宗我部勢の援軍の攻撃により、引田城へ撤退。翌22日に引田城は長宗我部軍の総攻撃を受け落城し、秀久は敗走する（引田の戦い）。一説では、この戦いの最中に秀久は幟を取られる失態を見せたといわれている。敗戦後は淡路島と小豆島の守りを固める事に専念し、瀬戸内の制海権維持によって四国勢を牽制した。
天正11年（1583年）、秀久は淡路平定の軍功を評価されて淡路国5万石を拝領して大名となり、洲本城に入城した。天正8年（1580年）との説もあるが、信長が淡路に平定軍として秀吉を派遣したのは天正9年（1581年）といわれているため、これは資料の誤りである可能性が高い。淡路受領後は淡路水軍、小西行長、石井与次兵衛、梶原弥助ら複数の水軍を統括し、紀州征伐では湯川一族討伐で功を挙げた。羽柴軍本隊による四国攻めの折には喜岡城を攻略、木津城攻めで城の要を抑え、城内の水源を絶つなど奮戦した。天正13年（1585年）、四国攻めの論功行賞により讃岐1国（うち2万石は十河氏領）を与えられ、聖通寺城（聖通寺山城、宇多津城）、或いは高松城に入城した。

### 改易
天正14年（1586年）、立身を続けていた秀久は秀吉の命令で九州征伐が始まると、先陣役として派遣される事になった四国勢の軍監に任命された。十河存保や長宗我部元親・信親父子らの軍勢と共に九州に渡海して島津軍と対峙し、秀久自身も三千余の兵を率いて豊後国の府内に着陣した。他の四国勢を合わせて先陣の総勢は六千名程度で、九州での同盟国である大友家の軍勢を合わせれば総勢で二万を数え、島津軍を凌ぐ程の兵力が集まる筈であった。だが数はともかく大友家からの軍勢は士気に乏しく戦意旺盛なのは豊臣軍のみであり、その豊臣軍の先陣を務める四国勢は元々激しく敵対しあったもの同士が呉越同舟した混成軍で、さらに長宗我部氏は四国攻めの降伏から間もないこともあり、結束に乏しかった。
頼みの綱である豊臣軍の本軍は一向に上方から出陣する気配がなく、軍監役として焦燥を深める秀久に対して、秀吉は「毛利・小早川両軍を門司に布陣させており、薩摩国に後退する事ができない島津軍はいずれ士気を崩す」「徐々に軍を増やし、やがて自分が直々に本軍を率いて来れば悪逆人（島津軍）の首は一人残らず撥ねられるだろう」と持久戦に徹するよう書状を送っている。しかし焦る秀久は豊臣軍先陣のみで攻勢に出て閉塞した状況を打開しようとする。この決定に対して十河存保は賛意を示したが、長宗我部親子は反対した。
開始された戸次川の戦いで冬季の渡河作戦を行った豊臣軍6,000名は思うように進軍できない中、島津家久率いる島津軍1万余と遭遇して戦闘となった。戦いの当初では得意とする釣り野伏せを準備する島津軍に対し、豊臣側が積極的に攻めかかって一時は優勢を得た。想定よりも豊臣側の攻勢が強かったために家久は狼狽したとも言われているが、時機を逃すまいとした秀久本隊が突出し過ぎたのを見逃さずに反撃に転じた。中央と右翼からの増援によって数で上回られた秀久本隊は壊滅的な打撃を受け、第二陣の長宗我部信親隊と十河存保隊も総崩れとなって信親・存保ら両将は討死した。第三陣の長宗我部元親隊は戦いに参加する間もなく伊予国へ敗走し、戦いは豊臣側の敗北に終わった。
豊後国にて防備を固めよという秀吉の命令を順守せず、独断で会戦に望んだ上で敗北した事は秀吉の勘気を被るに十分な理由と言えた。加えて敗走する軍を取りまとめる軍監役としての責務を果たさず、諸侯を差し置いて小倉城に入城した事も不名誉となった。小倉城に引き退いた後も防戦は行わず、20名の家臣団と共に遠征軍の敗残兵を率いて讃岐国へ退却してしまい、敗北と合わせてそれまでの名望を一挙に失う事となる。秀吉は仙石氏に与えた讃岐国を召し上げ（改易）、秀久に対しては高野山追放の処分を下した。

### 復帰
改易から暫くは高野山にて隠棲し、京都・大坂に滞在していた時期もあったとされる。
天正18年（1590年）に豊臣秀吉による小田原北条氏追討の戦い（小田原征伐）が始まると三男・仙石忠政と共に美濃国で20名の旧臣らを集め、浪人衆を率いて秀吉の下に馳せ参じた。陣借りに際しては秀吉の盟友となっていた徳川家康からの取り成しを受けている。秀久は糟尾の兜と白練りに日の丸を付けた陣羽織を着て、紺地に無の字を白く出した馬印を真先に押し立て、手勢を率いて諸軍の先に進んだ、といわれている。さらに敵兵を引き付ける為に鈴を陣羽織一面に縫いつけた、とりたてて際立つ格好をして合戦に参加し、「鈴鳴り武者」の異名をとったという逸話も残されている。際立っていたのは扮装だけではなく、槍働きにおいても随一の活躍を示した。若き頃と同じく自ら十文字の槍を振るって力戦した秀久は伊豆山中城攻めで先陣を務め、小田原城早川口攻めでは虎口（こぐち。城郭や陣営などの最も要所にある出入り口）の一つを占拠するという抜群の武功を挙げた。活躍による名声は「箱根にある地名『仙石原』は秀久の武勇に由来する」という巷説が存在する程である。戦勝の後、秀吉に謁見を許された秀久は忠勇を賞されて、秀吉が使っていた金の団扇を手づから下賜された逸話が残っている。この場面は『道樹・宗智両祖出陣之図』（上田市立博物館所蔵）にも描かれており、この時のものとされる金団扇も現存している。秀吉の赦免を得た秀久はさらに、旧領の半分に相当する5万石を信濃国小諸に与えられ、大名として豊臣家臣に復帰した。小諸入封後、諱を秀久から秀康に改めている。
豊臣政権下では領地の小諸城ではなく、秀吉の家臣として京に滞在していたとされている。文禄元年（1592年）、朝鮮出兵が始まると肥前名護屋城の築城工事で功績を挙げ、それにより従五位下・越前守に叙任された。文禄3年（1594年）に秀吉の命令で始まった伏見城築城工事においても同様の功績を挙げたため、7,000石を加増され5万7,000石の大名となった。築城に関わった伏見城では大盗賊・石川五右衛門を捻じ伏せ、捕縛したとの伝承が残っている。秀久は秀吉から石川五右衛門が盗もうとした大名物「千鳥の香炉」を褒美として拝領した。
慶長2年（1597年）、仙石越前守盛長と記した龍雲寺への寄進状が残っており、秀康から更に諱を変えたものと考えられている。またこの頃から領地経営に本腰を入れ、居城である小諸城の大改修に取り掛かっている。

### 秀吉死後
慶長3年（1598年）8月、秀吉が薨去すると豊臣政権内で武断派と文治派の対立、及び五大老五奉行らの内紛が始まる。陣借りの大恩がある家康と懇意であった秀久は早くから徳川氏に接近していたとみられる。慶長5年（1600年）の会津征伐に参加を求める家康の書状に応えて兵を招集し、立て続けて関ヶ原の戦いが起きると中山道と北国街道を結ぶ交通の要所である小諸を引き続き鎮撫している。因みに嫡男とされていた次男の仙石秀範は独断で西軍に与した事から勘当されている。
信濃に徳川秀忠が着陣するとこれを単騎で出迎え、真田攻めの為に小諸を本陣に定めた秀忠軍に参陣した。上田城の戦いで城方の真田昌幸の善戦により秀忠軍が足止めを食うと、秀久は自身を人質に出して秀忠は家康の本陣に向かう様に薦めている。また関ヶ原本戦に遅参して父の逆鱗に触れた秀忠を執り成す事にも務めるなど、外様ながら秀忠の指揮を補佐して深い信頼を得て、後に秀忠が家康の世継ぎとして征夷大将軍に任ぜられると特に重用されるようになる（準譜代大名）。所領面では旧領を安堵され、幕藩体制において信濃小諸藩の初代藩主となった。
慶長6年（1601年）、諱を秀久に戻している。
小諸藩主としての秀久は熱心に領地の開拓や整備に取り組み、先に述べた小諸城の大改修は24年間の治世で大手門や黒門、二の丸を増築していて、小諸城を近代城郭として完成させた。特に大手門は歴戦の武人らしく華美な装飾を省き、慶長風の質実剛健な作りとなっている。
八幡宮（八幡神社）の勧進や街道の伝馬制度や宿場街の整備など多様な治績も残し、笠取垰と小諸城及び城下町を現在のように開拓したのは秀久の治績といえる。一方で大規模な開拓事業の為に農民達には過酷な課役を与えてしまい、佐久郡では一郡逃散という事態が起きている。しかし、その後は農民の逃亡を防ぐ農村復興策として、年貢の減額・猶予による農民の帰還や、農村の有力者に恩給を与えて家臣化するなど改善策に取り組み、後に藩主となった三男の忠政も逃散した農民達への帰還を呼びかけている。
幕府からの信頼は篤く、豊臣恩顧の大名達の中で尚且つ一介の外様大名としては過分とも言える程の待遇で扱われており、秀忠付という名誉職を賜っている。秀久が江戸に参府する時は例外的に道中の妻子同伴が許され、必ず幕府からの上使が板橋宿まで迎えに来ていたという。慶長13年（1608年）の冬には秀忠が江戸の秀久邸を訪れて歓談している。慶長14年（1609年）に秀忠の将軍宣下御拝賀に随行し、慶長16年（1611年）正月2日の御謡初めの際にも着座を許されている。慶長19年（1614年）、江戸から小諸へ帰る途中に発病し、武州鴻巣にて5月6日に死去した。享年63（もしくは64）。遺骸は佐久の西念寺で荼毘に付され、墓所が複数存在する事から分骨が行われたと考えられる。『改選仙石家譜』ではその内の一つである芳泉寺の墓所を正式な霊廟としている。家督は三男・忠政が継いだ。

## 子女
- 本陽院：正室（野々村幸成の息女）
  - 長男・仙石久忠（廃嫡）：検校
  - 次男・仙石秀範（廃嫡）：豊臣秀頼家臣、3万石。従五位下豊前守
  - 三男・仙石忠政（嫡男）：小諸藩主。上田藩主、従五位下兵部大輔
- 慶宗院：側室
  - 五男・政能
  - 六男・政直
  - 七男・仙石久隆（分家）：徳川家旗本。書院番、目付、長崎奉行。従五位下大和守
  - 娘（古田重広の妻）
  - 娘（藤堂高清の妻）

### 子孫
- 家督を相続した三男の忠政の代に仙石家は小諸藩から同信濃国の上田藩に移封され、4代当主仙石政房の代に但馬出石藩へ更に移封された。
  - 江戸時代後期に仙石騒動というお家騒動が起こり家名の存続も危ぶまれたこともあったが、減封処分だけで済んでいる。
  - 幕末には新政府に協力した功績から華族となり、明治以降も貴族院議員となった。
- 長男の久忠は失明、次男の秀範は西軍側に与した事でそれぞれ廃嫡されたが、長男の家系は藩家老として存続している。のちこの長男家系から養子の仙石政房を出し、本家を相続している。
- 六男の政直は藩家臣となり、郡代などを務めた。
- 七男・久隆は父が懇意にしていた徳川秀忠に召し出され、本家と別に幕府旗本として4千石の所領を与えられた。
- 十男の久清は藩臣として1千石を与えられ、やはり郡代や家老職などの藩の要職を務めた。

## 逸話
- 『改選仙石家譜』によれば織田家に家臣入りした際、信長が秀久の勇壮な相貌を気に入り、黄金一錠を与えたといわれている。
- 『常山紀談』では秀久は豊臣秀吉が使っていた忍びとして登場し、商人に化けて九州に潜入、地理すべてを絵に描き、攻め入る地点を書き送ったなどと記されている。
- 『豊薩軍記』・『大友公卿家覚書』では戸次川の戦いの失態について「はじめ脇津留の戦には、長宗我部、仙石利を得ると言えども、迫の口の戦に利を失い四国勢敗亡す。長宗我部嫡子信重（親）戦死、仙石権兵衛尉は小舟に乗りて阿波の洲本に渡りけりと言いて、その頃の落書に、仙石は四国を指して逃げにけり、三国一の臆病者」と痛罵している。
- 『フロイス日本史』では「豊後国に跳梁している最悪の海賊や盗賊は仙石の家来や兵士に他ならない」「恥とか慈悲と言った人間的感情を持ち合わせていない輩であり、できる限り（略奪して）盗み取ること以外目がなかった」「彼は関白から豊後勢を敵から救助するために遣わされていたにもかかわらず、悪事を働き、豊後の人々を侮辱し暴政を行なったために、深く憎悪されており、陸にいる人たちが彼を殺す危険が生じた。仙石殿は片足を負傷したが、20名とともに脱出し、家財を放棄して妙見にたどり着いた」と秀久や家臣団が粗野な人物であったと記している。一方でルイス・フロイスは「彼は高尚ではなかったが、決断力に富み独善的、ただし優秀な武将として知られていた」として、秀久が武人としては優秀であったとも評している[11]。
- 前述の通り伏見城で石川五右衛門を捕縛したとの記述が残されており[注 7]、そのため講談の世界では怪力無双の豪傑として登場することがある。
- 旗印としては信長から下賜された「永楽銭紋」と、肖像画に描かれている「丸に無の字紋」が知られている。馬印は「金幣」とよばれる御幣の一種を用いており、指定文化財として保管されている[12]。
- 当世具足は黒一色の甲冑に、藁の編笠を模した飾りの付いた兜を使用していた。この飾りは他の具足には見られない珍しい形状である[12]。
- 紀州征伐の際、根来攻めに参加した秀久は山林に放置されていた曰く付きの「安珍清姫の鐘」を陣鐘（合戦の時に合図に使う鐘）として用いた後、供養のために経力第一の法華経を頼って妙満寺に鐘を納めたという話が伝わる[13]。
- 信心深さとしては小諸城主時代に健速神社へ参拝していた記録が残っており、秀久が参拝に使っていた坂は権兵衛坂と呼ばれている。
- 秀吉の古参家臣中で失態を犯して処断された者の中で、大名への復帰を許された数少ない人物である。
- 家康・秀忠からの信任も厚く仙石氏の江戸城内での詰所は譜代大名に準する家格（願い譜代）として帝鑑の間に置かれていた。
  - 分家に家督が移った際に小身の外様大名が配置される柳の間に替えられ、以後は幕末まで柳の間となった。
- 小諸藩主時代には、早くから殖産興業に目を向け、蕎麦を名産品にしようと取り組んでいた。また蕎麦切りを媒体にして領民とのコミュニケーションをはかり、「仙石さん」の名で慕われていたとされる[14]。
  - 前述の通り仙石家の所領は後に信州から但馬に所領が移動するが、その際に移住した信州のそば職人が技法を伝えたことにより、名物の出石皿そばが誕生した。
- 弟の内膳正正直は乱暴者であったことから、激怒した秀久により山奥へと移された。心配した母によって岩村田の西念寺 (佐久市)へと移されたが、若くして亡くなった（西念寺 (佐久市)#伝承を参照）。

## 仙石氏の家臣
四宮光利
太郎左衛門。四宮氏は信濃から讃岐に移住し、引田城主として寒川氏に仕えた。兄・光武は三好氏に攻められ落城。光利は豊臣家に臣従し、秀久の家臣となり、天正年間に乙井城主となり、諏訪神社を建立している。
小川伊勢守
秀久に仕える。天正11年（1583年）、讃岐に渡り、四国攻めの橋頭堡として法勲寺城を築く。四国国分後、讃岐に計350石を賜る。
広田藤吾
秀久に仕え、天正9年（1581年）11月、淡路州本城攻めに功があった。
森権平
引田の戦いでは仙石軍の殿を務め伊座まで退くも、稲吉新蔵人に討ち取られた。享年18。死後、地元の人々から足の神様として祀られている。
後藤基次
黒田家からの追放後、一時秀久に仕える。天正13年（1583年）には讃岐高松城（喜岡城）攻めで初陣を遂げた（諸説あり）。後に黒田長政から許しを得たため黒田家に帰参した。
庄林一心
加藤家三傑の一人。元荒木家の家臣で、荒木家没落後に秀久に仕えた。後に秀久が改易処分を受けたため、加藤清正の家臣になった。
羽床資吉
羽床資載の次男。弥三郎。天正7年（1579年）、羽床城開城時に長宗我部家への人質となる。天正10年（1582年）、父資載の没後、羽床氏当主となる。四国攻め後、秀久に仕える。天正14年（1586年）10月、戸次川合戦で討死。
大平国祐（大平伊賀守國祐）
天文7年（1538年）生れ。永禄5年（1562年）、土佐吾川郡弘岡城にて長宗我部元親に敗れ香川之景を頼り讃州多度郡中村に来るが後に姫之郷を領して元亀3年（1572年）、讃州和田獅子ノ鼻城主となる。天正6年（1578年）5月、法華宗雲風山国祐寺を興す。天正13年（1585年）より秀久に仕え、侍大将となる。天正14年（1586年）、戸次川合戦敗北により秀久が失脚すると、かつての家臣の下に身を寄せた。慶長8年（1603年）7月4日没。
大平国常
永禄12年（1569年）生れ。大平国祐の長男。しかし実は次男で大平主膳（永禄4年（1561年）生れ。天正6年（1578年）、阿波重清陣にて討死）が長男という説が有力。天正14年（1586年）12月12日、戸次川合戦で国祐家臣 加地又五郎、合田助十郎とともに討死。享年18。
森村吉
通称は石見、九郎左衛門。後に仙石姓を与えられる。森元村の次男で、森村春の弟。天正10年(1582年)、淡路を抑え森家を援助していた仙石秀久に招かれ家臣になる。天正11年（1583年）の引田の戦いでは緒戦の勝利に貢献した。四国攻めの後も秀久に従い、秀久が信濃小諸を拝領後は7,000石を与えられた。三男・村明の系統は代々仙石家に仕えている。

## 仙石秀久を題材とした作品
漫画
- 宮下英樹『センゴク』（2004年より刊、ヤングマガジンコミックス、全15巻）
- 宮下英樹『センゴク 天正記』（2008年より刊、ヤングマガジンコミックス、全15巻）
- 宮下英樹『センゴク 一統記』（2012年より刊、ヤングマガジンコミックス、全15巻）
- 宮下英樹『センゴク 権兵衛』（2016年より刊、ヤングマガジンコミックス、全27巻）
- 東郷隆『センゴク兄弟』（2009年より刊、細川忠孝による漫画化が行われている、月刊ヤングマガジンコミックス、全6巻）

小説
- 凝香園『豊臣豪傑仙石権兵衛』（大正4年に武士道文庫より刊行、国立国会図書館近代デジタルライブラリーより閲覧可）
- 志木沢郁『仙石秀久、戦国を駆ける　絶対にあきらめなかった武将』（2016年にPHP研究所より刊行、全1巻）